# Amorphophallus tinekeae
Amorphophallus tinekeae là một loài thực vật có hoa trong họ Ráy (Araceae). Loài này được Hett. & A.Vogel mô tả khoa học đầu tiên năm 2001.